# نجوم وحانات (رواية)
نجوم وحانات (بالإنجليزية: Stars and Bars)‏ هي رواية للكاتب البريطاني ويليام بويد، نشرت عام 1984، عن دار نشر هاميش هاملتون.